# Rhénocène
Le rhénocène est un métallocène de formule chimique (η5-C5H5)2Re. Il s'agit d'un composé sandwich formé d'un atome de rhénium à l'état d'oxydation +2 entre deux ligands cyclopentadiényle C5H5. Il peut être préparé, isolé et étudié par photolyse de l'hydrure (η5-C5H5)2ReH dans une matrice cryogénique d'azote et d'argon à 12 K : à ces températures, il est monomérique, avec une structure sandwich. À températures plus élevées, il est possible d'isoler un dérivé pentaméthyle du rhénocène, ainsi qu'un hydrure.
Les complexes de rhénocène ont été étudiés pour leur activité antitumorale.